# Europrivacy
 (novembre 2024).
L'article doit être relu — et modifié si nécessaire — par des contributeurs indépendants pour apporter un regard critique aux contributions effectuées en violation des conditions d'utilisation de Wikipédia, tant sur la forme (notamment concernant le style encyclopédique, la proportionnalité) que sur le fond (la neutralité de point de vue, la qualité et l'indépendance des sources).
Europrivacy est un système de certification complet conçu pour évaluer et vérifier la conformité au règlement général sur la protection des données (RGPD). Développés dans le cadre du programme de recherche européen, les critères Europrivacy ont été approuvés par le Comité européen de la protection des données (EDPB) pour servir de label européen de protection des données en vertu de l'article 42 du RGPD. Il est officiellement et légalement reconnu par les 30 États membres de l’UE et de l’EEE.
Europrivacy est géré par l’European Centre for Certification and Privacy (ECCP) au Luxembourg et maintenu par le Conseil international d'experts en protection des données d'Europrivacy. Il est soutenu par un écosystème d'experts, d'institutions de recherche et de partenaires officiels, notamment des organismes de certification, des cabinets d'avocats, des sociétés de conseil et des fournisseurs de solutions.
Europrivacy a servi de base pour le développement d'une version internationale et géographiquement neutre, intitulée Interprivacy, par le projet de recherche européen TrustAware. Interprivacy couvre les obligations de plusieurs normes régionales et internationales, dont le RGPD, la Convention 108+ du Conseil de l'Europe, la Convention de Malabo, les principe de l'APEC, etc. Contrairement à Europrivacy qui est régi par les articles 42 et 42 du RGPD, et qui ne peut être accrédité que par des autorités de l'Espace Economique Européen, Interprivacy est géographiquement neutre et peut être directement utilisé par les juridictions non-européennes.  

## Reconnaissance et accréditation
Depuis octobre 2022, Europrivacy est officiellement reconnu dans tous les États membres de l'UE par le Comité européen de la protection des données (EDPB) en tant que label européen de protection des données. Cette reconnaissance garantit que les organisations certifiées sont conformes et continuent d'être conformes aux normes RGPD. Le cadre de Europrivacy fournit une approche standardisée de la conformité en matière de confidentialité, qui aide les entreprises multinationales à démontrer leur adhésion aux normes de protection des données.  
En 2024, European Accreditation (EA) a approuvé Europrivacy pour l'accréditation au niveau Européen. En 2025, le International Accreditation Forum (IAF) a approuvé la version internationale du schéma de certification, Interprivacy, qui est désormais à disposition des 95 autorités nationales d'accréditation membres de IAF.    